# Errigal
Errigal (irsky An Earagail) je hora v Irsku. Nachází se v pohoří Derryveagh Mountains na severu ostrova a nejbližší vesnicí je Dunlewey. Měří 751 m a je nejvyšší horou hrabství Donegal. Patří do skupiny vrchů zvané Sedm sester, nejbližší z nich je Mackoght, zvaný také „malý Errigal“. Prochází jí hranice národního parku Glenveagh.

## Název
Název hory je odvozen od výrazu airecal (kazatelna). Hora je tvořena kvarcitem, který dostává při západu slunce načervenalou barvu. Pro svůj nápadný vzhled a panoramatickou vyhlídku z vrcholu je oblíbeným turistickým cílem. Hora je přístupná ze silnice R251.

## Errigal ve filmu
Horu je možno vidět ve videoklipu k písni „In a Lifetime“, kterou nahráli Clannad a Bono. Natáčela se zde také část filmu Princ a pruďas.